# Hương Trà
Hương Trà est un district rural de la province de Thừa Thiên Huế dans la côte centrale du Nord au Viêt Nam. 

## Géographie
La superficie du district est de 518,5 km2. 
Le chef-lieu du district est Tứ Hạ.